# Nauportus
Nauportus est une petite ville romaine (vicus) située sur la voie menant d'Aquilée à Emona (aujourd'hui Ljubljana, en Slovénie), qui est peut-être la via Gemina. Elle se trouvait au bord de la rivière Ljubljanica, qui prend sa source dans la proximité immédiate, sur le territoire de l'actuelle Vrhnika, à une vingtaine de kilomètres au sud-ouest de Ljubljana.

## Histoire
Selon une légende rapportée par Pline l'Ancien, les Argonautes seraient passés à Nauporte, lors de leur retour de Colchide ; cette tradition est à mettre en rapport avec la version de leur retour que l'on trouve chez Apollonius de Rhodes (chant IV), chez Diodore de Sicile et chez Zosime (V, 29, 2-3), version qui leur fait, avec diverses variantes, rejoindre l'Adriatique à partir de l'Istros (Danube).
Avant l'occupation romaine, le terroir de Nauportus et la haute vallée de la Ljubljanica devait être à l'extrémité occidentale du territoire des Taurisques, un peuple celtique.
Dès avant la conquête romaine, Nauportus était un port fluvial important sur la grande voie protohistorique qui reliait le bassin du Danube à l'Italie du Nord ; à partir de cet endroit, les marchandises en provenance du Danube par bateau, en remontant la Save et la Ljubljanica, empruntaient une route terrestre pour traverser le plateau de Hrušica et parvenir à la côte adriatique, et vice versa. En effet, la Ljubljanica fait partie d'un système hydrogéologique karstique et ses sources près de Nauportus sont des résurgences, des « sources vauclusiennes », qui donnent presque immédiatement à la rivière un débit suffisant pour permettre la navigation.
À l'époque romaine, le vicus dépend d'Aquilée et se situe, après la réforme d'Auguste ou peut-être seulement sous les Flaviens, dans la Regio X Venetia et Histria. Tacite dit que ce vicus était une « espèce de ville » (quod municipii instar erat), ce qui dénote une certaine importance.
La grande voie romaine qui reliait Aquilée à Emona en passant par le col et la forteresse d'Ad Pirum était rejointe à Nauportus par une autre voie venant de Tergeste et de l'Istrie en passant à l'est du massif du Nanos par les cols de Razdrto et de Postojna.

## Archéologie
Quelques vestiges de l'agglomération romaine ont été retrouvés à proximité de la ville slovène de Vrhnika : une zone commerciale avec des entrepôts (horrea) et un marché dans un coude de la rivière, au lieu-dit Doljge njive, sur la rive droite, confirme le rôle de port fluvial du site, qui était défendu par un mur, des tours et un fossé.